# Nosson Scherman
Nosson Scherman (en hebreo: נתן שרמן), nacido en 1935, en Newark, Nueva Jersey, es un rabino ultraortodoxo estadounidense, más conocido por ser el director general de la editorial Artscroll Mesorah Publications. 

## Biografía
Scherman nació y creció en Newark, Nueva Jersey, donde sus parientes tenían una pequeña tienda de comestibles. Asistió a la escuela pública, pero por las tardes asistía a un Talmud Torá fundado en 1942 por el Rabino Shalom Ber Gordon, un discípulo del sexto Rebe de Jabad-Lubavitch, el Rabino Iosef Itzjak Schneerson. El Rabino Gordon tuvo una influencia positiva en muchos de los 200 niños que asistían a su Talmud Torá, y muchos de ellos asistieron a una yeshivá, entre ellos estaba el joven Nosson Scherman, quien era un estudiante residente en la yeshivá Torah Vodaas, cuando contaba con diez años de edad. Un tiempo después, estudió en el centro Beis Medrash Elyon, situado en Spring Valley, Nueva York. Scherman trabajó como rabino y maestro durante ocho años en la yeshivá Torah Temimah, ubicada en Flatbush, Brooklyn. Después fue el director de la yeshivá Karlin-Stolin, situada en Boro Park, Brooklyn, durante seis años.

## Editorial ArtScroll
Mientras desempeñaba su cargo como director de la yeshivá, Scherman fue recomendado al Rabino Meir Zlotowitz, el director de un estudio gráfico ubicado en Nueva York llamado ArtScroll, y colaboraron juntos en algunos proyectos, y ambos participaron en la edición de folletos y revistas. A finales de 1975, Zlotowitz escribió una traducción al inglés y un comentario sobre el Libro de Ester, y le pidió a Scherman que escribiera la introducción. El libro tuvo una primera edición de 20.000 copias, que se vendieron en dos meses. 
Con el apoyo de los Rabinos Moisés Feinstein, Jacobo Kamenetsky, y otros grandes rabinos de Eretz Israel, ambos continuaron produciendo comentarios, empezando con una traducción, y con un comentario del Cantar de los Cantares, Eclesiastés, Lamentaciones, y Rut, juntos publicaron traducciones y comentarios de la Torá, los Profetas, el Talmud, la Hagadá de Pésaj, el Sidur y el Majzor. Durante sus primeros 25 años, la editorial Artscroll imprimió más 700 libros, incluyendo novelas, libros de historia, libros para niños, y libros de texto, y es actualmente uno de los mayores editores de libros judíos de los Estados Unidos.